# Daniel Kessler
Daniel Alexander Kessler (Londres, Inglaterra, 25 de setembro de 1974) guitarrista da banda de Nova York, de rock alternativo, Interpol.

## Biografia e carreira
Foi através de um desejo de Kessler que o Interpol foi criado. Ele convidou o baixista Carlos Dengler, seu colega de faculdade, para formar uma banda com ele. Kessler conheceu o vocalista Paul Banks durante um curso de verão na França e o convidou para se juntar à banda. Após a saída de Greg Drudy, Kessler convidou seu amigo Sam Fogarino para ser o baterista do Interpol.
Kessler trabalhou na gravadora Domino Records e o conhecimento que adquiriu lá ajudou bastante a banda no seu início. Ele atualmente mora em Tribeca, em Manhattan, Nova Iorque e é o único integrante da banda que não fuma e é vegetariano. Ele é formado pela Universidade de Nova Iorque em Francês.
Kessler tinha experiência prévia na indústria da música, enquanto trabalhava para Domino Records, e seu conhecimento do negócio foi muito útil para a banda em seus primeiros anos. Ele trouxe todos os membros juntos, e disse que ele estava olhando principalmente para as qualidades pessoais específicas de cada membro poderia. que trazer para o grupo ao invés de apenas talento musical. Ele é um graduado da Universidade de Nova Iorque (NYU) Gallatin Escola de estudo individualizado em francês, cinema e literatura. Kessler tem sido conhecido como o membro da banda que tem sido o mais ativo na cena rock underground de Nova York, que incluiu seus trabalhos em vários gravadoras, como a Domino Records e negociando sua fita demo em torno de várias faixas e gravadoras. Desde 2006, Kessler reside em Lower East Side. Ele também é fluente em francês, tendo vivido na Europa - crescendo em uma vila fora de Paris - até a idade de 11. Kessler é co-proprietário do restaurante Brooklyn, Bergen Hill, e é um investidor em numerosos bares nas área de Nova York.

### Big Noble
Em 2014, Kessler anunciou um novo projeto paralelo com o designer de som Joseph Fraioli chamado Big Noble. O álbum de estreia "First Light" foi lançado em 2 de fevereiro de 2015.

### Equipamento
Nos primeiros dias da banda, ele foi visto tocando um Rickenbacker vermelho e uma sunburts Telecaster, mas desde então tem realizado com a sunburst Epiphone Casino e a  Gibson ES-330 cereja como suas principais guitarras no palco. O Rickenbacker vermelho aparentemente pertencia a primeira tecladista da Interpol. Ele também possuía um outro casino em um vermelho cereja, que foi roubado de sua sala verde ao lado de uma das guitarras de Banks por um viciado em drogas em Vancouver, enquanto a banda estava em turnê pelo álbum Turn on the Bright Lights. Seguindo terceiro álbum do Interpol, Daniel também foi visto no palco tocando uma Gretsch sunburst.
Ele afirma em uma entrevista por volta de 2006, após o lançamento de Antics, que ele toca através de um velho amplificador Fender Twin combinado com um Fender Pro Reverb.
Seus pedais incluem:
- BOSS TU-2 Tuner
- BOSS TR-2 Tremolo
- BOSS DD-5 Delay (Only for Evil)
- MXR Carbon Copy
- Tech 21 Comptortion
- Vox V810
- Z.vex Super Duper 2-in-1
- Keeley Fuzz Head
- Z.vex Super Hard-On
- EHX Holy Grail